# Carl Müller-Tenckhoff
Carl Müller-Tenckhoff (né le 23 juillet 1873 à Münster, mort le 7 mars 1936 à Mayence) est un peintre allemand.

## Biographie
Carl Müller est le fils du brasseur Carl Müller (1839–1912) et de Franziska (1842–1884) de la famille de la brasserie Tenckhoff. Il apprend le métier de peintre décorateur. Il étudie l'art à Düsseldorf puis crée son atelier à Münster, sur l'Alten Steinweg. Il déménage à Mayence, où il vit au Münsterstrasse 1. Il épouse Agnes Braun, ils auront trois enfants. Après avoir acquis une certaine renommée, il décide d'ajouter le nom de jeune fille de sa mère au nom de Müller et à partir de là, il signe Müller-Tenckhoff. À Münster, il est membre de l'association libre des artistes et de la confrérie de Schlaraffia (de). À Mayence également, il rejoint une association d'artistes et en devient le premier président. À partir de 1905, il devient professeur à l'école des arts et métiers de Mayence et travaille comme scénographe dans les théâtres de Darmstadt, Mannheim et Mayence.
Lors d'une exposition au Palais des glaces de Munich le 6 juin 1931, nombre de ses peintures brûlent dans un incendie majeur.